# جزر و مد سرخ
جزر و مد زرشکی  (انگلیسی: Crimson Tide) فیلمی در ژانرهای اکشن، مهیج، جنگی و درام به کارگردانی تونی اسکات است که در سال ۱۹۹۵ منتشر شد.

## بازیگران
- دنزل واشینگتن
- جین هکمن
- مت کریون
- جرج دزوندزا
- ویگو مورتنسن
- جیمز گاندولفینی
- راکی کرول
- دنی نوچی
- لیلو برانکاتو
- ریکی شرودر
- استیو زان
- رایان فیلیپ
- مارک کریستوفر لارنس
- دنیل وان بارگن
- ترور سنت جان
- اریک بروسکوتر
- جیسون روباردز
- ونسا بل کالووی
- جیکوب بارگاس
- شان اوبراین
- کریس الیس
- اسکات گریمز
- مارسلو ددفورد

## موسیقی متن
موسیقی متن این فیلم توسط هانس زیمر ساخته شد و در آن به‌طور سنگینی از سینتی‌سایزر با ترکیب ارکستر و موسیقی کرال استفاده شد و در سال ۱۹۹۶ یک «جایزه گرمی بهترین موسیقی متن برای رسانه بصری» (en) را برای تم اصلی آن کسب کرد. هری گرگسون-ویلیامز ارکستر آن را رهبری کرد.
هانس زیمر از موسیقی متن این فیلم به عنوان یکی از علاقه‌مندی‌های شخصیش یاد کرده‌است.
| لیست قطعات | لیست قطعات                                         | لیست قطعات |
| شماره      | نام                                                | مدت        |
| ---------- | -------------------------------------------------- | ---------- |
| ۱.         | «Mutiny»                                           | ۸:۵۷       |
| ۲.         | «Alabama»                                          | ۲۳:۵۰      |
| ۳.         | «Little Ducks»                                     | ۲:۰۳       |
| ۴.         | «1SQ»                                              | ۱۸:۰۳      |
| ۵.         | «Roll Tide / Hymn: Eternal Father, Strong to Save» | ۷:۳۳       |
| مجموع مدت: | مجموع مدت:                                         | ۶۰:۲۶      |

## جوایز
این فیلم نامزد سه جایزه اسکار در رشته‌های زیر شد:
- تدوین
- جایزه اسکار بهترین میکس صدا
- تدوین صدا